# Bayonvillers
Bayonvillers település Franciaországban, Somme megyében. Lakosainak száma 337 fő (2022. január 1.). Bayonvillers Cerisy, Wiencourt-l’Équipée, Guillaucourt, Harbonnières, Lamotte-Warfusée és Morcourt községekkel határos.

## Népesség
A település népességének változása:
| Lakosok száma | 356  | 351  | 340  | 337  | 334  | 330  | 334  | 337  |
|               | 2013 | 2015 | 2017 | 2018 | 2019 | 2020 | 2021 | 2022 |